# 活動火山対策特別措置法
活動火山対策特別措置法（かつどうかざんたいさくとくべつそちほう、昭和48年7月24日法律第61号）は、火山噴火に対応した避難施設および防災営農施設等の整備、火山灰の除去に関する日本の法律である。略称は「活火山法」。
昭和53年法律第29号による改正前の題名は「活動火山周辺地域における避難施設等の整備等に関する法律」（かつどうかざんしゅうへんちいきにおけるひなんしせつとうのせいびとうにかんするほうりつ）。
1972年（昭和47年）に発生した鹿児島県の桜島南岳の噴火による大量の降灰や噴石による被害を契機に制定された。

## 概要
火山の爆発などの火山現象によって著しい被害を受ける地域に対する避難施設緊急整備、火山灰の降灰除去、火山現象の研究観測体制の整備などについて規定している。目的を定めた第1条の条文は以下のとおりである。

第一条　この法律は、火山の爆発その他の火山現象により著しい被害を受け、又は受けるおそれがあると認められる地域等について、活動火山対策の総合的な推進に関する基本的な指針を策定するとともに、警戒避難体制の整備を図るほか、避難施設、防災営農施設等の整備及び降灰除去事業の実施を促進する等特別の措置を講じ、もつて当該地域における住民、登山者その他の者（以下「住民等」という。）の生命及び身体の安全並びに住民の生活及び農林漁業、中小企業等の経営の安定を図ることを目的とする。
—活動火山対策特別措置法第1条
内閣総理大臣は火山の爆発その他の火山現象により著しい被害を受け、又は受けるおそれがあると認められる地域等における活動火山対策の基本指針を定める（第2条）。また、火山の爆発による人的災害を防止するために警戒避難体制を特に整備すべき地域を、火山災害警戒地域に指定する（第3条）。
火山災害警戒地域ごとに「火山防災協議会」を設置することとなっており、都道府県及び市町村に設置が義務付けられている（第4条）。

## 法改正
- 2015年（平成27年）7月8日 - 2014年の御嶽山噴火を受け、2015年7月に法改正され新たに「登山者は、火山の噴火等が起こった際に円滑、迅速に避難できるよう、必要な手段を講じるように努めなければならない。」（第11条第2項）という規定が定められた[5]。また、火山周辺の一部の施設については、避難確保計画の作成等が義務づけられることとなった[6][1]。
- 2023年（令和5年）6月14日 - 国に「火山調査研究推進本部」を設置して、火山の観測や調査の計画の策定や研究を一元的に進めることなど盛り込まれた[7]。国民の間に広く活動火山対策についての関心と理解を深めるため、8月26日が「火山防災の日」と制定された[8]。

## 火山災害警戒地域
活動火山対策特別措置法第3条に基づき内閣総理大臣が指定する「火山災害警戒地域」は49火山が指定されており、火山及びその対象の都道府県・市町村は2021年（令和3年）5月31日現在以下のとおりである。
| 火山名         | 画像     | 都道府県                                                                                     | 市町村 |
| -------------- | -------- | -------------------------------------------------------------------------------------------- | --- |
| アトサヌプリ   |          | 北海道                                                                                       | 清里町・弟子屈町 |
| 雌阿寒岳       |          | 北海道                                                                                       | 釧路市・足寄町・白糠町 |
| 大雪山         |          | 北海道                                                                                       | 上川町・東川町・美瑛町 |
| 十勝岳         |          | 北海道                                                                                       | 富良野市・美瑛町・上富良野町・中富良野町・南富良野町・新得町 |
| 樽前山         |          | 北海道                                                                                       | 苫小牧市・千歳市・白老町 |
| 倶多楽         |          | 北海道                                                                                       | 登別市・白老町 |
| 有珠山         |          | 北海道                                                                                       | 伊達市・壮瞥町・洞爺湖町 |
| 北海道駒ヶ岳   |          | 北海道                                                                                       | 七飯町・鹿部町・森町 |
| 恵山           |          | 北海道                                                                                       | 函館市 |
| 岩木山         |          | 青森県                                                                                       | 弘前市・鰺ヶ沢町・西目屋村・藤崎町・板柳町・鶴田町 |
| 八甲田山       |          | 青森県                                                                                       | 青森市・十和田市 |
| 十和田         |          | 青森県                                                                                       | 青森市・弘前市・八戸市・黒石市・五所川原市・十和田市・つがる市・平川市・藤崎町・大鰐町・田舎館村・板柳町・鶴田町・中泊町・七戸町・六戸町・おいらせ町・三戸町・五戸町・田子町・南部町・新郷村 |
| 十和田         | 岩手県   | 二戸市・八幡平市                                                                             | |
| 十和田         | 秋田県   | 能代市・大館市・鹿角市・北秋田市・小坂町・藤里町                                             | |
| 秋田焼山       | 秋田県   |                                                                                              | 鹿角市・仙北市 |
| 岩手山         |          | 岩手県                                                                                       | 盛岡市・八幡平市・滝沢市・雫石町 |
| 秋田駒ヶ岳     |          | 岩手県                                                                                       | 雫石町 |
| 秋田駒ヶ岳     | 秋田県   | 仙北市                                                                                       | |
| 鳥海山         | 秋田県   |                                                                                              | 由利本荘市・にかほ市 |
| 鳥海山         | 山形県   | 酒田市・遊佐町                                                                               | |
| 栗駒山         |          | 岩手県                                                                                       | 一関市 |
| 栗駒山         | 宮城県   | 栗原市                                                                                       | |
| 栗駒山         | 秋田県   | 横手市・湯沢市・羽後町・東成瀬村                                                             | |
| 蔵王山         |          | 宮城県                                                                                       | 蔵王町・七ヶ宿町・川崎町 |
| 蔵王山         | 山形県   | 山形市・上山市                                                                               | |
| 吾妻山         |          | 山形県                                                                                       | 米沢市 |
| 吾妻山         | 福島県   | 福島市・猪苗代町                                                                             | |
| 安達太良山     | 福島県   |                                                                                              | 福島市・郡山市・二本松市・本宮市・大玉村・猪苗代町 |
| 磐梯山         | 福島県   |                                                                                              | 会津若松市・喜多方市・北塩原村・磐梯町・猪苗代町・会津坂下町・湯川村 |
| 那須岳         | 福島県   |                                                                                              | 下郷町・西郷村 |
| 那須岳         | 栃木県   | 那須塩原市・那須町                                                                           | |
| 日光白根山     | 栃木県   |                                                                                              | 日光市 |
| 日光白根山     | 群馬県   | 沼田市・片品村                                                                               | |
| 草津白根山     | 群馬県   |                                                                                              | 中之条町・長野原町・嬬恋村・草津町 |
| 草津白根山     | 長野県   | 高山村                                                                                       | |
| 浅間山         |          | 群馬県                                                                                       | 長野原町・嬬恋村 |
| 浅間山         | 長野県   | 小諸市・佐久市・軽井沢町・御代田町                                                           | |
| 新潟焼山       |          | 新潟県                                                                                       | 糸魚川市・妙高市 |
| 新潟焼山       | 長野県   | 小谷村                                                                                       | |
| 弥陀ヶ原       |          | 富山県                                                                                       | 富山市・上市町・立山町 |
| 焼岳           |          | 長野県                                                                                       | 松本市 |
| 焼岳           | 岐阜県   | 高山市                                                                                       | |
| 乗鞍岳         |          | 長野県                                                                                       | 松本市 |
| 乗鞍岳         | 岐阜県   | 高山市                                                                                       | |
| 御嶽山         |          | 長野県                                                                                       | 上松町・王滝村・木曽町 |
| 御嶽山         | 岐阜県   | 高山市・下呂市                                                                               | |
| 白山           |          | 石川県                                                                                       | 白山市 |
| 白山           | 岐阜県   | 白川村                                                                                       | |
| 富士山         |          | 神奈川県                                                                                     | 相模原市・小田原市・南足柄市・大井町・松田町・山北町・開成町 |
| 富士山         | 山梨県   | 富士吉田市・都留市・大月市・上野原市・身延町・西桂町・忍野村・山中湖村・鳴沢村・富士河口湖町 | |
| 富士山         | 静岡県   | 静岡市・沼津市・三島市・富士宮市・富士市・御殿場市・裾野市・清水町・長泉町・小山町           | |
| 箱根山         |          | 神奈川県                                                                                     | 箱根町 |
| 伊豆東部火山群 |          | 静岡県                                                                                       | 熱海市・伊東市・伊豆市 |
| 伊豆大島       |          | 東京都                                                                                       | 大島町 |
| 新島           |          | 東京都                                                                                       | 利島村・新島村・神津島村 |
| 神津島         |          | 東京都                                                                                       | 新島村・神津島村 |
| 三宅島         |          | 東京都                                                                                       | 三宅村 |
| 八丈島         |          | 東京都                                                                                       | 八丈町 |
| 青ヶ島         |          | 東京都                                                                                       | 青ヶ島村 |
| 鶴見岳・伽藍岳 |          | 大分県                                                                                       | 別府市・宇佐市・由布市・日出町 |
| 九重山         |          | 大分県                                                                                       | 竹田市・由布市・九重町 |
| 阿蘇山         |          | 熊本県                                                                                       | 阿蘇市・高森町・南阿蘇村 |
| 雲仙岳         |          | 長崎県                                                                                       | 島原市・雲仙市・南島原市 |
| 霧島山         |          | 宮崎県                                                                                       | 都城市・小林市・えびの市・高原町 |
| 霧島山         | 鹿児島県 | 霧島市・湧水町                                                                               | |
| 桜島           | 鹿児島県 |                                                                                              | 鹿児島市・垂水市 |
| 薩摩硫黄島     | 鹿児島県 |                                                                                              | 三島村 |
| 口永良部島     | 鹿児島県 |                                                                                              | 屋久島町 |
| 諏訪之瀬島     | 鹿児島県 |                                                                                              | 十島村 |